# 绥宁王
绥宁王，中国古代封爵之一。

## 元朝
封地在今湖南省境内，为金镀银印驼纽王。
- 阿都赤，泰定三年（1326年）封，后进封宁王。